# علي بن أحمد باصبرين
علي بن أحمد باصبرين (1228 - 1304 هـ) فقيه وتاجر من علماء حضرموت والحجاز. كان له دور مهم ومؤثر في الحياة الدعوية والسياسية والاجتماعية في حضرموت وخارجها، فقد كان شديدا على الأئمة والحكام في الحق، يصدع بالأمر بالمعروف والنهي عن المنكر. وكانت جدة دار هجرته ونشر علمه، وله بها تلاميذ كثيرون. وله مصنفات في علوم شتى في علوم القرآن والفقه والحديث والفلك والحساب.

## نسبه
علي بن أحمد بن سعيد بن محمد بن سعيد باصبرين باحميش النوّحي.

## مولده ونشأته
ولد بقرية القرحة بوادي دوعن الأيمن في الحادي والعشرين من شهر رمضان سنة 1228 هـ. ونشأ ببلده في بيئة علمية، فوالده كان تاجرا بجدة وله اتصال بالعلماء وطلبة العلم. وتلقى العلم على أيدي علماء دوعن، فالتحق بمعاقل العلم برباط باعشن، وارتاد الخريبة التي كانت محط رجال العلم من قديم الزمان، وكان يصل إلى تريم، ويسأل الفقهاء عن المشكلات.

## شيوخه
اتجه إلى طلب العلم في سن مبكرة، فأمضى مقتبل عمره في حل وترحال، ساعيا إلى طلب العلم في حضرموت والحجاز ومصر، وكان جلّ أخذه ومشايخه من الأزهر، وأشهر شيوخه الذين أخذ عنهم:
| - سعيد بن محمد باعشن - عبد الله بن أحمد باسودان | - عبد الله بن حسين بلفقيه - إبراهيم بن محمد الباجوري - محمد عابد الأنصاري | - حسن بن درويش القويسني - مصطفى بن حنفي الذهبي - أحمد الدمياطي | - محمد بن خليل القاوقجي - عبد الله بن علوي الصافي |

## تلاميذه
وأخذ عنه جماعة في حضرموت والحرمين ونجد، منهم:
| - ابنه أحمد بن علي باصبرين - عمر بن حسن الحداد - عبد الله بن حامد الصافي | - سالم بن عمر العميري - محمد بن علي بايحيى - عبد الله باحشوان - عبد الحميد بخش | - سالم بن أحمد العطاس - مصطفى عفيفي - صالح بن عبد الله البسام - مبارك بن مساعد آل مبارك | - سالم بن أحمد بامهير - محمد بن أبي بكر باذيب |

## حياته العلمية والعملية
بعد أن تلقى العلوم الأولية من أهل بلده وما جاورها غادر حضرموت قاصدا أمهات المدن والأمصار التي كانت آنذاك مراكز علمية يوجد بها الكثير من العلماء، فقصد مكة لأداء فريضة الحج ثم للقاء العلماء، ثم توجه إلى مصر ليزور علماءها، حيث إن علاقة الحضارمة بالمصريين تعود إلى تقارب المنهاج، فكان علماء حضرموت دائما يحرصون على زيارتهم لهذا السبب، فأقبل علي باصبرين على مراكز العلم في الأزهر الذي اشتهر أمره فالتقى فيه بأفضل العلماء، واستغل رحلته في مدارسة العلم ومناقشة أهله، والنظر في ما لم يكن ببلده من أنواع الفنون والعلوم، ثم عاد إلى الحجاز وألقى رحله بجدة، حتى أنه عرف عند علماء الحجاز بـ"عالم جدة"، وعاش في جامع الشافعي معلما وناصحا، والتف حوله طلاب العلم ينهلون من علمه. وكان من الأثرياء الممارسين للتجارة حرفة والده وعشيرته فقد جمع بين هذا العمل والمنصب العلمي.
وفي قرحة باحميش أسس علي باصبرين رباطا دينيا على نفقته عام 1280 هـ، يقوم بتدريس الطلاب الذين يفدون عليه من دوعن ومن خارجها، وانتهى الرباط واندثر بتعدد أسفار مؤسسه ثم وفاته مع أن أحفاده قاموا بترميم الرباط في سبعينيات القرن الرابع عشر الهجري، غير أن الإهمال قد قضى عليه.
كان شجاعا ذا عزم، لا يزال متمنطقا بمسدس أو مسدسين، مهتما بأمر المسلمين ذا غيرة شديدة حملته على إنكار الكثير من المنكرات والعمل على تغيير بعضها باليد، وينهى عن المنكر ولو على الأمراء لا يخشى من سطوتهم، وهو الذي أثار العوام على إزالة الشباك والبناء الزائد الذي وضعته الدولة العثمانية سنة 1291 هـ في الجمرات الثلاث بمنى وذكر دوره وجهوده في سبيل إعادتها على وضعها القديم. وكان له يد في الثورة التي وقعت بجدة على قناصل الدول الأوروبية سنة 1274 هـ، وهي واقعة مشهورة. وكان إذا اشتد إنكاره على العوام يقول في آخر كلامه: "وإني لأرجو لهم الخير خصوصا أهل حضرموت بسبب محبتهم لأهل بيت النبي لأنها من الطرق الموصلة إلى الله". فكان حاد الطبع، وقد قال بعض المصريين ممن وافى علي باصبرين في الحجاز: "جلست معه سنتين في الحرمين فرأيت فيه من الحدّة ما لا مزيد عليه"، ولعل مرجع هذه الحدّة يعود إلى بيئته التي شكلت ملامح شخصيته.
وجرت بينه وبين علماء تريم منازعات في عدة مسائل منها التوسل والاستغاثة، ومنها ثبوت النسب بمشجرات العلويين المحررة، وكان باصبرين يبالغ في إنكار ذلك، وألفت رسائل من الطرفين، ففي سنة 1298 هـ فرغ من رسالته التي سماها «حدائق البواسق المثمرة في بيان صواب أحكام الشجرة»، وقد علق عليها سالم بن محمد الحبشي بما يشبه الرد، فكتب باصبرين رسالة أخرى في نقض تعليقات الحبشي سماها «إنسان العين». وذهب بعض الكتاب المتأخرين إلى أن علي باصبرين قد أنكر صحة انتساب آل باعلوي إلى السلالة النبوية، وإنما ذهبوا إلى ما ذهبوا إليه بسبب فقدان كتابه «الحدائق» وبقية الرسائل التي صنفها في الموضوع. وكان الاختلاف بينه وبين العلويين إنما هو في جزئية صغيرة، ومسألة فروعية في باب المواريث، وهي صحة إثبات العصوبة بكتب مشجرات الأنساب من عدمها.

## مؤلفاته
ترك ثروة علمية كبيرة تدل على غزارة علمه وسعة اطلاعه، عثر على الكثير منها وبقي القليل منها مفقودا، وقد جمع ذلك أنور بن علي باحميش حوالي ثلاثا وأربعين بين كتاب ومجلد ورسالة، من أبرزها:
| - «إعانة المستعين على فتح المعين» - «كنز السعادة في أصول العبادة» - «إثمد العينين في بعض اختلاف الشيخين» - «الجمل من المهمات الدينية في المرتكب من المناهي الربانية» - «إعلان نصح حكام الإسلام بشروط الصحيح من باطل الأحكام» - «التحفة السنية المقربة في بيان مرمى جمرة العقبة» - «سلامة الحجاج في كل عام في رفض مختارات محمود الهمام» - «الأسنة المرهفة في رمي جمرة العقبة» - «مزيح الريب والحلك في حقيقة أوقات الفرائض في علم الفلك» - «دفع اللبس والمين عن دخول وقت العصرين» - «فك بعض مشكلات الدهر في بيان دخول أول وقت العصر» - «معاتبة الإخوان لوضوح الصواب بواضح البرهان» - «قرة العين في دفع الشين بالزين» - «خلاصة ما يعرض على العلماء الأعلام مختصر ليقرب فهمه على الحكام» - «بلوغ المآرب في النزول بسوح الأطايب» - «حدائق البواسق المثمرة في بيان صواب أحكام الشجرة» - «إنسان العين» - «الدرة اليتيمة في الشجرة العلوية الفخيمة» | - «الجدول المشهور في حساب الفلك لعرض جدة» - «المنحة الجزلة في معرفة عين القبلة ومعرفة رؤية الأهلة» - «زبدة النصوص والأدلة في حدود رؤية الأهلة» - «الرياض البهية في المنازل الشبامية» - «بشارة الانتصار في توهين قواعد الكفار» - «حاشية على متن الزبد» - «حاشية على شرح المقدمة الحضرمية» - «خلاف بين مذهب الشافعي وأحمد في جميع المذهب» - «خلافان في ربع العبادات لمالك وأبي حنيفة» - «إفصاح المقال في بيع العهدة ومطيرة المال» - «رسالة في انتقاد أقرب المسالك» - «الأجوبة المرضية في الإجارة العينية» - «رسالة الدويد والقرطاس» - «رسالة في معنى حديث الصلاة عماد الدين والصمت أفضل» - «إعلان النصح لذوي البصائر والفطن» - «إتحاف الناقد البصير بخصوص صحيح الجامع الصغير» - «إرشاد كمل العبيد لخالص التوحيد» - «صواب القول الأحرى في إعادة الجمعة جمعة أو ظهرا» |

## وفاته
توفي بجدة يوم الرابع من شهر ذي القعدة سنة 1304 هـ، ودفن بمقبرة أمنا حواء.

### استشهادات
1. ↑  الزركلي، خير الدين (2002). الأعلام (PDF). بيروت، لبنان: دار العلم للملايين. ج. الرابع. ص. 260. مؤرشف من الأصل (PDF) في 2024-03-26.
2. ↑  الحبشي، عبد الله بن محمد (2004). مصادر الفكر الإسلامي في اليمن. أبوظبي: المجمع الثقافي. ص. 300.
3. ↑  المقحفي، إبراهيم أحمد (2002). معجم البلدان والقبائل اليمنية. صنعاء، اليمن: دار الكلمة. ج. الأول. ص. 516.
4. 1 2  بازرعة، عبد العزيز بن سعيد (يونيو 2023). "الشيخ علي بن أحمد باصبرين حياته العلمية وجهوده الدعوية (1228 - 1304 هـ/ 1814 - 1887 م): دراسة تاريخية". مجلة جامعة القرآن الكريم والعلوم الإسلامية. سيئون، اليمن. ج. 18 رقم  1.
5. ↑  الزركلي، خير الدين (2002). الأعلام (PDF). بيروت، لبنان: دار العلم للملايين. ج. الأول. ص. 183.
6. ↑  باسنبل، يوسف عمر (سبتمبر 2024). "رباط باعشن .. إحدى أقدم مناطق دوعن وأكبرها .. وبها أول مدرسة تعليم حكومية". مجلة حضرموت الثقافية. المكلا، اليمن: مركز حضرموت للدراسات التاريخية والتوثيق والنشر. ع. 33. ص. 92.
7. ↑  المعلم، أحمد بن حسن (2005). القبورية: نشأتها، آثارها، موقف العلماء منها (اليمن نموذجا). الدمام، السعودية: دار ابن الجوزي. ص. 569.
8. ↑  الحداد، علوي بن طاهر (2017). الشامل في تاريخ حضرموت ومخالفيها. عمّان، الأردن: دار الفتح. ص. 571.
9. ↑  العطاس، علي بن حسين. تاج الأعراس على مناقب الحبيب صالح بن عبد الله العطاس (ط. الأولى). إندونيسيا: منارة قدس. ج. الأول. ص. 630.
10. ↑  السقاف، علي بن محسن (2009). الاستزادة من أخبار السادة. عمان، الأردن: دار الفتح. ج. الأول. ص. 861. ISBN:9789957231385.
11. ↑  السقاف، عبد الرحمن بن عبيد الله (2005). إدام القوت في ذكر بلدان حضرموت. جدة، السعودية: دار المنهاج. ص. 310.
12. ↑  الأكوع، إسماعيل بن علي (1995). هجر العلم ومعاقله في اليمن (PDF). بيروت، لبنان: دار الفكر المعاصر. ج. الثالث. ص. 1610.
13. 1 2  باذيب، محمد بن أبي بكر (2009). جهود فقهاء حضرموت في خدمة المذهب الشافعي. عمان، الأردن: دار الفتح. ج. الثاني. ص. 983.
14. ↑  المرعشلي، يوسف عبد الرحمن (2006). نثر الجواهر والدرر في علماء القرن الرابع عشر وبذيله عقد الجوهر في علماء الربع الأول من القرن الخامس عشر (PDF). بيروت، لبنان: دار المعرفة. ج. الأول. ص. 881.